# جوزيف يونغ (موزع)
جوزيف يونغ (بالإنجليزية: Joseph Young)‏ هو موزع أمريكي، ولد في 1982.